# Sepedon straeleni
Sepedon straeleni är en tvåvingeart som beskrevs av Verbeke 1963. Sepedon straeleni ingår i släktet Sepedon och familjen kärrflugor. Inga underarter finns listade i Catalogue of Life.